# Fidena abominata
Fidena abominata är en tvåvingeart som beskrevs av Philip 1941. Fidena abominata ingår i släktet Fidena och familjen bromsar. Inga underarter finns listade i Catalogue of Life.